# 藤本義一文学賞
藤本義一文学賞（ふじもとぎいちぶんがくしょう）は、日本の文学賞。

## 概要
小説家の藤本義一の遺志を継ぎ、次代の書き手を育成する目的で、遺族が運営するギャラリー〈藤本義一の書斎〉によって創設された。創設は、2014年に藤本統紀子によって発表された。同ギャラリーが主催している。日本放送作家協会関西支部、東京作家大学、心斎橋大学などが協賛している。堺市、公立大学法人大阪府立大学、浪速学院同窓会などが協力している。ジャンルは、現代小説、SF小説で、課題となるキーワードを使用した未発表作品が対象となる。賞は、最優秀賞に30万円、優秀賞に5万円、特別賞に記念品が与えられる。受賞作は、たる出版より刊行される。最優秀賞・優秀賞については、藤本義一の命日である10月30日に授賞式が行われる。
第6回（2020年）は新型コロナウイルスのため中止となった

## 受賞作一覧
年は受賞作の発表の年。
| 回（年）        | 賞                                         | 受賞作                                     | 著者                                       |
| --------------- | ------------------------------------------ | ------------------------------------------ | ------------------------------------------ |
| 第1回（2015年） | 最優秀賞                                   | 「秋霖」                                   | 山田春夜                                   |
| 第1回（2015年） | 優秀賞                                     | 「親父の名前」                             | フカミレン                                 |
| 第1回（2015年） | 優秀賞                                     | 「写真の向こう側」                         | 笹野裕子                                   |
| 第1回（2015年） | 特別賞                                     | 「雪地蔵」                                 | 青山蓮太郎                                 |
| 第1回（2015年） | 特別賞                                     | 「シルクハットの宇宙」                     | 白石竹彦                                   |
| 第1回（2015年） | 特別賞                                     | 「おっぱいぱい」                           | 眞住居明代                                 |
| 第1回（2015年） | 特別賞                                     | 「ひび割れ」                               | 林絵里沙                                   |
| 第1回（2015年） | 特別賞                                     | 「墓標」                                   | 梓見いふ                                   |
| 第2回（2016年） | 最優秀賞                                   | 「緋の道」                                 | 田賀智佐登                                 |
| 第2回（2016年） | 優秀賞                                     | 「浪花の恋の履き違い」                     | 髙橋良育                                   |
| 第2回（2016年） | 優秀賞                                     | 「ア・ピース・オブ・メモリ」               | 中野ふ菜                                   |
| 第2回（2016年） | 特別賞                                     | 「針穴写真機」                             | 三町公平                                   |
| 第2回（2016年） | 特別賞                                     | 「代筆者」                                 | 大河増駆                                   |
| 第2回（2016年） | 特別賞                                     | 「オートマチック」                         | 鷹匠裕                                     |
| 第2回（2016年） | 特別賞                                     | 「猩々の瞳」                               | 片山吉啓                                   |
| 第2回（2016年） | 特別賞                                     | 「再会」                                   | 田川友江                                   |
| 第2回（2016年） | 藤本義一の書斎 〜Giichi Gallery〜賞        | 「つくつく法師は鳴きやまず」               | 青山蓮太郎                                 |
| 第3回（2017年） | 最優秀賞                                   | 「オマケのクサやん」                       | 相田徹                                     |
| 第3回（2017年） | 優秀賞                                     | 「色の名前」                               | 戸川桜良                                   |
| 第3回（2017年） | 優秀賞                                     | 「耳」                                     | 奈古英子                                   |
| 第3回（2017年） | 特別賞                                     | 「虫の知らせ」                             | 安田彰吾                                   |
| 第3回（2017年） | 特別賞                                     | 「黄水仙」                                 | 一條瑛里                                   |
| 第3回（2017年） | 特別賞                                     | 「うつせみの子ども」                       | しげのぶ真帆                               |
| 第3回（2017年） | 特別賞                                     | 「君、つつがなきや」                       | 古家英寿                                   |
| 第3回（2017年） | 特別賞                                     | 「あなたのスケアクロウ」                   | 松嶋チエ                                   |
| 第3回（2017年） | 藤本義一の書斎 〜Giichi Gallery〜賞        | 「海の虫」                                 | 三町公平                                   |
| 第4回（2018年） | 最優秀賞                                   | 「悪魔のささやき」                         | 石倉俊文                                   |
| 第4回（2018年） | 優秀賞                                     | 「父のグローブ」                           | 藤懸義章                                   |
| 第4回（2018年） | 優秀賞                                     | 「むらすゞめ」                             | 奥畑信子                                   |
| 第4回（2018年） | 特別賞                                     | 「妻と娘を」                               | 宮川直樹                                   |
| 第4回（2018年） | 特別賞                                     | 「キヨさんの自分史」                       | てつ・すがわら                             |
| 第4回（2018年） | 特別賞                                     | 「好かれ上手」                             | 山崎ゆのひ                                 |
| 第4回（2018年） | 特別賞                                     | 「レノンがやってきた日」                   | 深山孝                                     |
| 第4回（2018年） | 特別賞                                     | 「夢見草・さくら」                         | 太田ユミ子                                 |
| 第4回（2018年） | 藤本義一の書斎 〜Giichi Gallery〜賞        | 「家出志願」                               | 牧康子                                     |
| 第5回（2019年)  | 最優秀賞                                   | 「海ホオズキ」                             | 三島麻緒                                   |
| 第5回（2019年)  | 優秀賞                                     | 「メンチカツと貴婦人」                     | 室町眞                                     |
| 第5回（2019年)  | 優秀賞                                     | 「母の遺産」                               | 北原なお                                   |
| 第5回（2019年)  | 特別賞                                     | 「クオロ」                                 | 八月朔日壬午                               |
| 第5回（2019年)  | 特別賞                                     | 「縁側の日だまりに」                       | 仁志村文                                   |
| 第5回（2019年)  | 特別賞                                     | 「ナツキの風」                             | 今野綾                                     |
| 第5回（2019年)  | 特別賞                                     | 「家の谺（こだま）」                       | 磯間帆波                                   |
| 第5回（2019年)  | 特別賞                                     | 「風を喰らう魔物」                         | 夏青                                       |
| 第5回（2019年)  | 藤本義一の書斎 〜Giichi Gallery〜賞        | （該当作なし）                             | （該当作なし）                             |
| 第6回（2020年)  | (新型コロナウイルス蔓延にともない、見送り) | (新型コロナウイルス蔓延にともない、見送り) | (新型コロナウイルス蔓延にともない、見送り) |

## 審査委員
- 第1回 : 難波利三、眉村卓、古川嘉一郎、フジモト芽子、桂文枝